# Experimentelle Archäologie

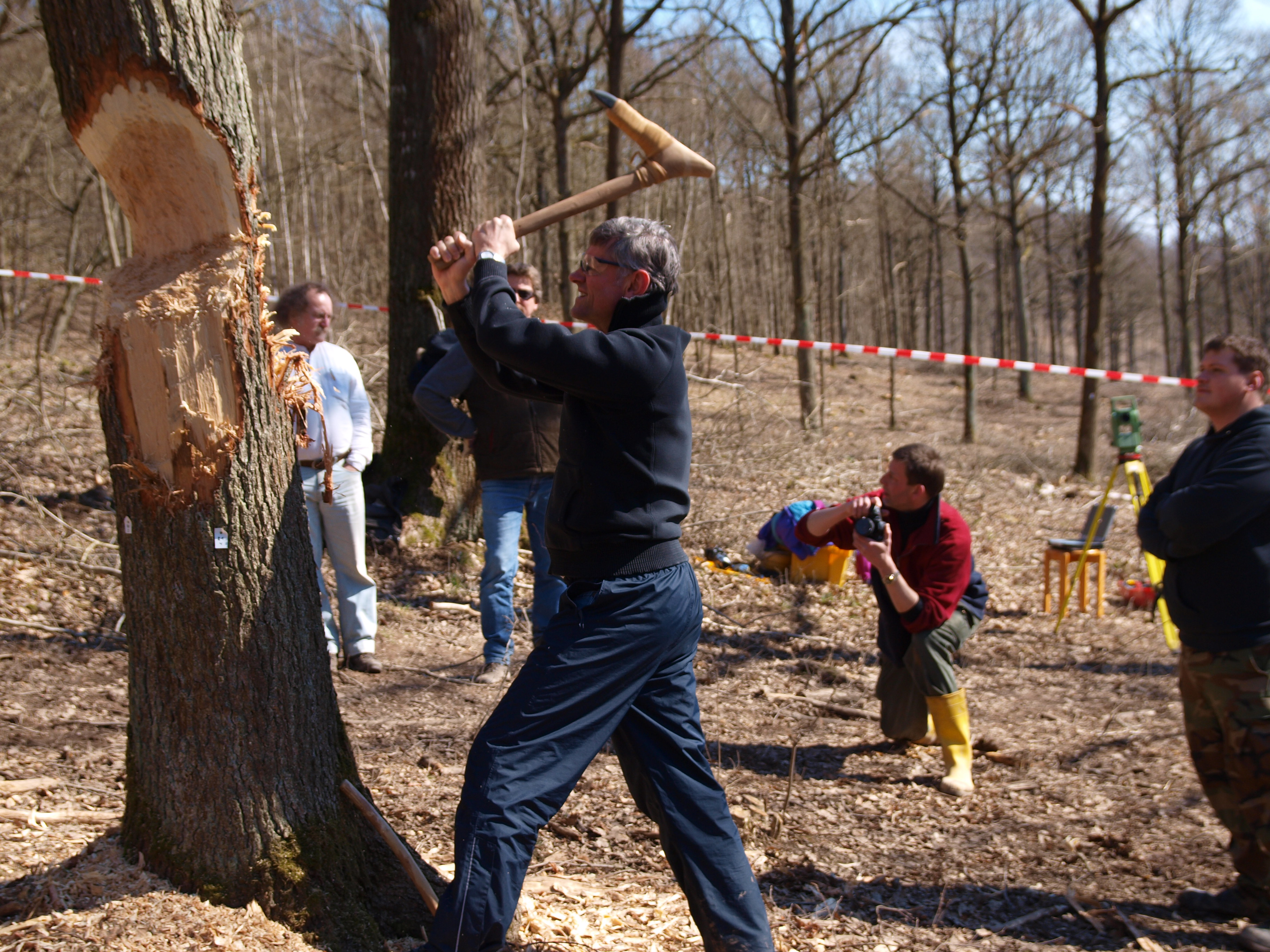
Baumfällversuch mit einem rekonstruierten bandkeramischen Dechsel zur Ermittlung der Arbeitsspuren auf dem Werkzeug und Werkstücken (2011)

Die Experimentelle Archäologie ist ein Spezialgebiet der Archäologie. Ihr Ziel ist es, archäologische Fragestellungen mithilfe von Experimenten zu behandeln. Wissenschaftlich ist das Experiment nur, wenn es unter kontrollierten Bedingungen durchgeführt und vollständig dokumentiert wird. Anschließend werden die Ergebnisse veröffentlicht.
Viele Experimente beschäftigen sich mit Problemen der Technik. Es gibt aber auch Experimente mit psychologischen und soziologischen Ansätzen im Rahmen archäologischer Forschung.
Keine Experimentelle Archäologie sind Projekte, die den wissenschaftlichen Anforderungen nicht genügen. Sie finden zum Beispiel im Rahmen der Museumspädagogik statt.

## Ansatz

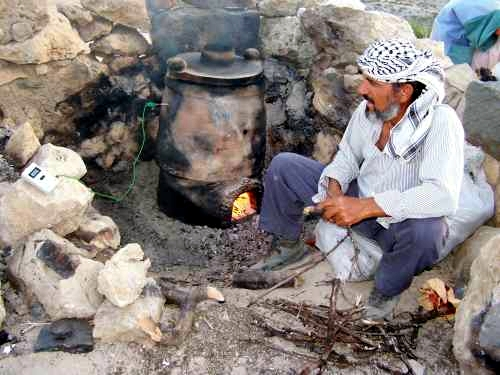
Keramikofen nach spätbronzezeitlichem Vorbild, Experimentelle Archäologie am Tall Zira’a, Jordanien (2006)

Häufig lassen sich spezifische Fragen der Altertumswissenschaften nur durch Experimente beantworten, weswegen der Experimentellen Archäologie bei der Bewertung von Funden und Befunden eine wichtige Aufgabe zukommt. Sie trägt durch ihre systematische Vorgehensweise dazu bei, plausible Modelle sowohl zu Aspekten des Lebens in der Vergangenheit als auch zur Entstehung und Veränderung archäologischer Befunde zu entwickeln. Auf der Basis dieser Quellen werden dazu nach einer eingehenden Analyse wissenschaftlich relevante Fragen formuliert, Verfahrenstechniken entwickelt und Versuche zur Beantwortung der Fragen durchgeführt. Die dabei gewonnenen Erkenntnisse werden dokumentiert und im Sinne der Fragestellung interpretiert. Um ein kontrolliertes Experiment durchführen zu können, ist es wichtig, Werkzeuge und Werkstoffe zu kennen und zu beherrschen. Daher wird angeraten, zunächst eine Übungsphase voranzustellen.

## Definition und Abgrenzung
Die Ausgangslage für experimentalarchäologische Versuche ist eine genau definierte Fragestellung. Die Ergebnisse aus den Versuchen müssen messbar und jederzeit nachvollziehbar sein sowie in allen Einzelheiten, wie z. B. Material, Methoden, oder Daten dokumentiert werden. Diese Ergebnisse müssen später unter den definierten Bedingungen jederzeit reproduzierbar sein. Da die Durchführung von Experimenten dem Zugewinn von Wissen dienen soll, ist es weiterhin erforderlich, auf bereits durchgeführte Versuche zu verweisen und diese zu diskutieren, um zu verhindern, das „Rad stets neu zu erfinden“. Letztlich sollten die Ergebnisse in einer Form publiziert werden, die eine wissenschaftliche Auseinandersetzung ermöglicht.
Sowohl in der Vor- als auch in der Nachbereitungsphase werden Verfahrensweisen berührt, die zwar als Bestandteil eines archäologischen Experimentes verstanden werden können, für sich allein gestellt dieses jedoch nicht repräsentieren. Zahlreiche Angebote im Umfeld musealer und schulischer Aktionen werden trotz des Fehlens einer wissenschaftlichen Fragestellung und eines Experimentaufbaus mit dem Begriff „Experimentelle Archäologie“ versehen. Hier wäre eine Zuweisung zur Archäotechnik bzw. Museumspädagogik passender. Besonders die museale Vermittlungsarbeit greift auf die mitunter starke illustrative Wirkung von archäotechnischen Aktionen und/oder Experimenten zurück. Daraus abgeleitete, didaktisch aufbereitete Elemente im Rahmen museumspädagogischer Arbeit sind dann per se keine Experimentelle Archäologie, doch können sie dazu dienen, die Wesenszüge der Methode zu vermitteln. Um sich den Bedingungen der Vergangenheit anzunähern und so zu relevanten Vergleichswerten zu gelangen, ist die Beherrschung antiker Arbeitsprozesse und der Einsatz von Gerätschaften, die den Originalen weitgehend entsprechen, als elementar anzusehen. Der fragmentarische Charakter archäologischer Quellen bedingt allerdings eine methodische Vorgehensweise bei der Rekonstruktion sowohl von Geräten als auch Produktionsabläufen (Rekonstruierende Archäologie).
Da die Plausibilität von Rekonstruktionen ihrerseits mitunter nur experimentell zu überprüfen ist, kann die Herstellung von materialidentischen und funktionalen Repliken sowohl der Rekonstruierenden Archäologie als auch der Experimentalarchäologie zugewiesen werden. Die Aneignung und Durchführung rekonstruierter oder antiker Handwerkstechniken ist der Archäotechnik zuzurechnen. Versierte Archäotechniker sind aufgrund ihrer handwerklichen Fähigkeiten für die Durchführung aussagekräftiger Experimente unabdingbar.

## Geschichte und ausgewählte Beispiele

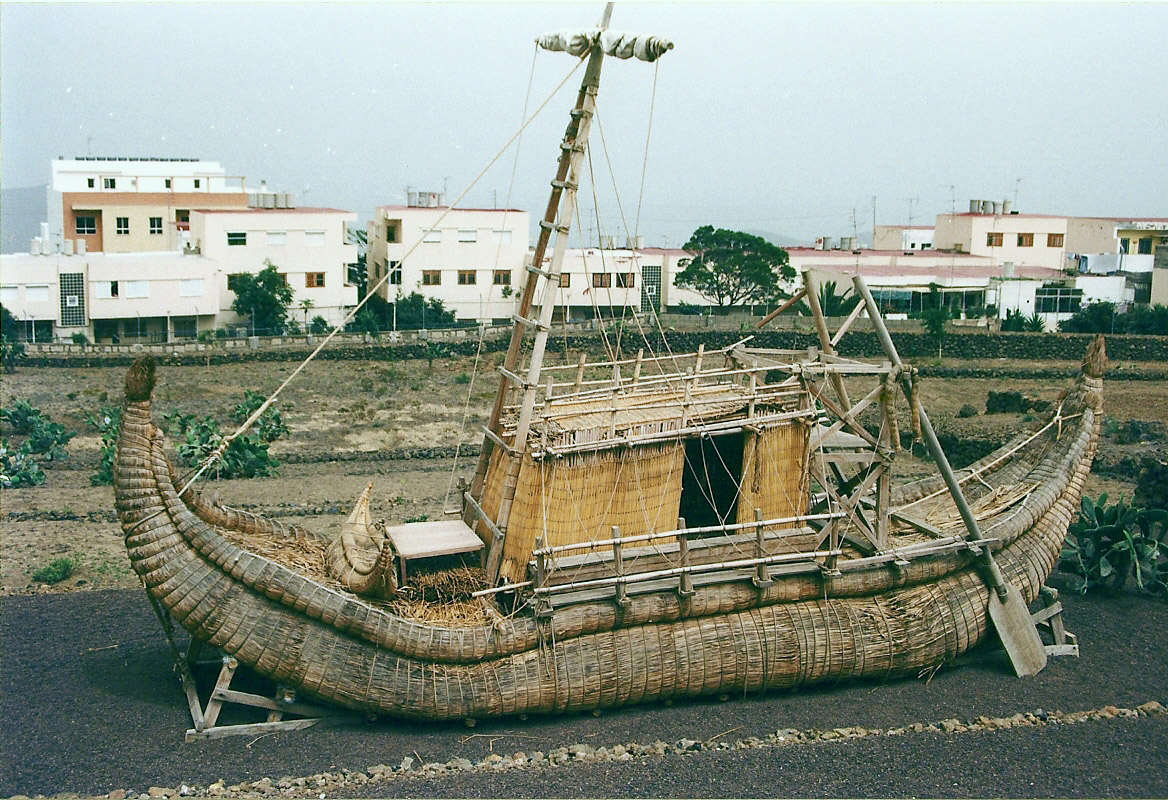
Ra II im Park Piramides de Güimar auf Teneriffa (2008)

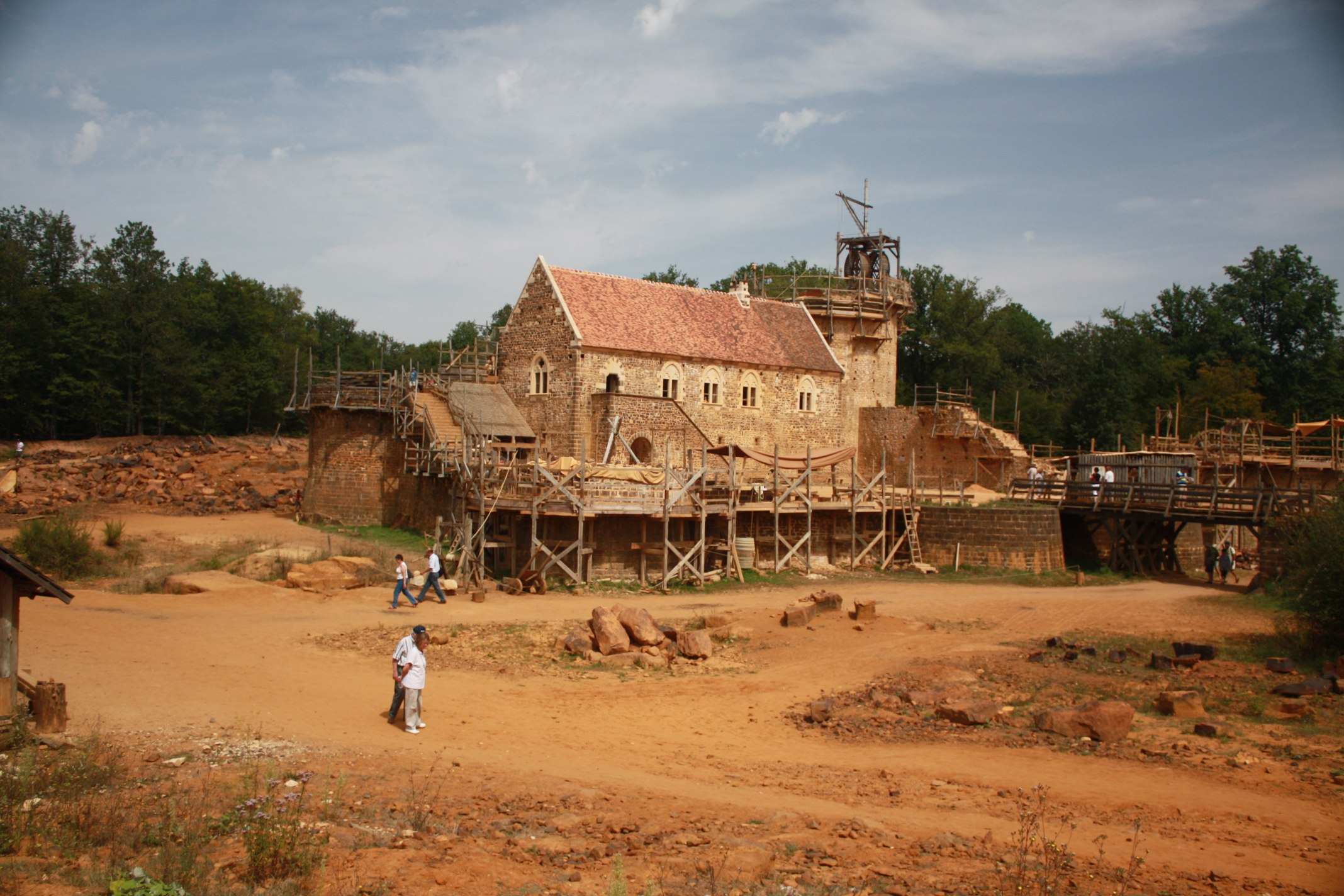
In Guédelon wird seit 1997 eine Burg ausschließlich mit den Techniken und Materialien des 13. Jahrhunderts erbaut.

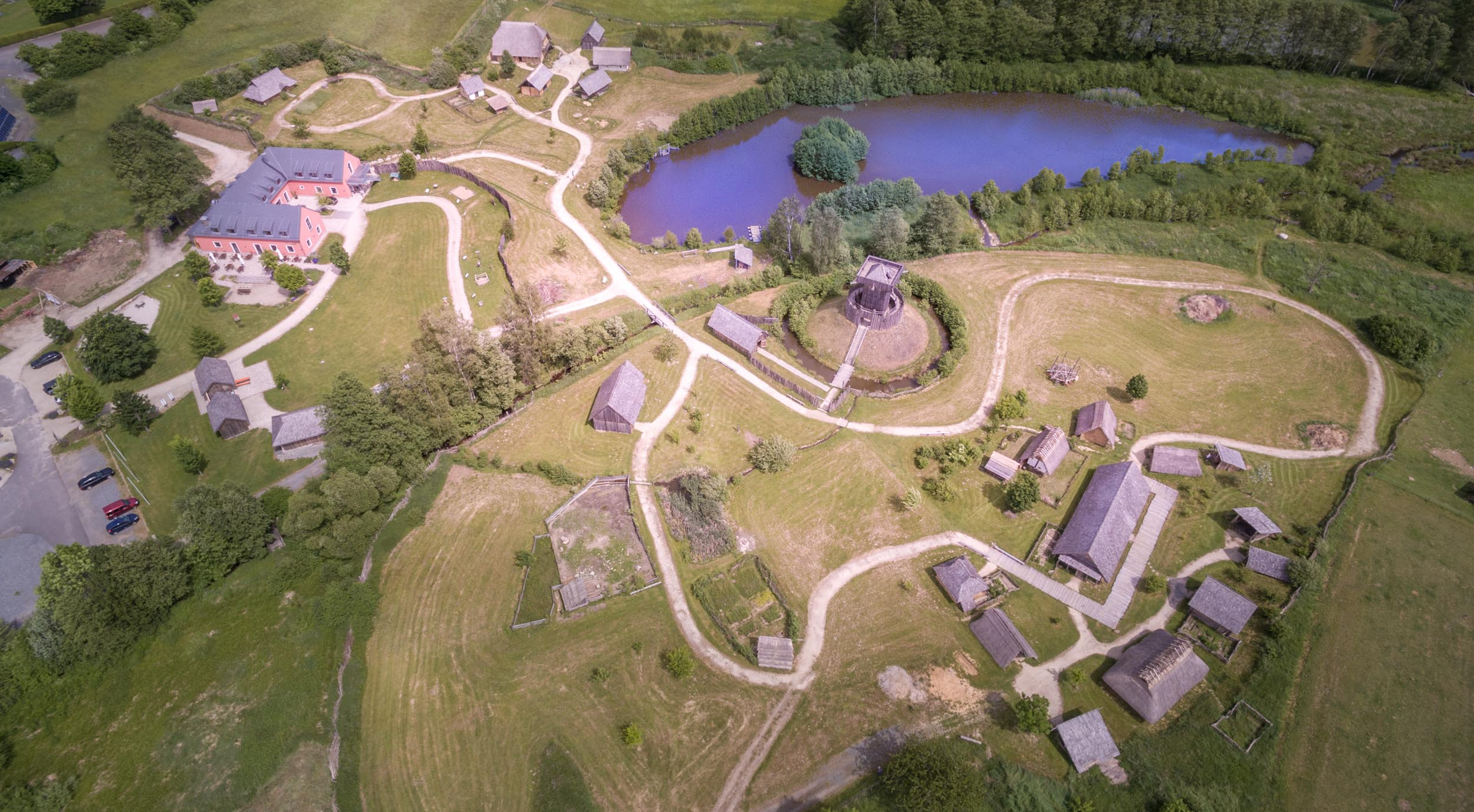
Im Geschichtspark Bärnau-Tachov wird die Baugeschichte der deutsch-tschechischen Grenze vom 8. bis zum 14. Jahrhundert erforscht. (2017)

Der Beginn der experimentellen Auseinandersetzung mit archäologischen Relikten erfolgte vor dem Hintergrund, mehr über ihre Natur in Erfahrung bringen zu wollen. In der zweiten Hälfte des 19. Jahrhunderts waren es die Versuche des Dänen S. Nilsson und des Engländers J. Evans zur Herstellung und Verwendung von steinzeitlichen Gerätschaften, die maßgeblich zu der Entwicklung der experimentellen Archäologie beitrugen. Daneben gilt auch der Amateurarchäologe Frederik Sehested (1813–1882) als Vater dieser Disziplin. Er errichtete 1879 im dänischen Soholm mit steinzeitlichen Werkzeugen ein Blockhaus, das lange Zeit im Freilichtmuseum Den Fynske Landsby in Odense auf Fünen stand.
Für den deutschsprachigen Raum sind die Versuche im Umfeld der als römisches Kastell rekonstruierten Saalburg zu nennen. Bereits 1904 wurden erfolgreiche Schussversuche mit rekonstruierten römischen Torsionsgeschützen durchgeführt. Neun Jahre später führten Soldaten eines Mainzer Pionierbataillons neben der Saalburg Schanzarbeiten mit nachgebauten römischen Werkzeugen durch. Davon abgesehen hatte man in der Schweiz bereits ab 1856 versucht, aus urgeschichtlichen Pfahlbausiedlungen stammende Webstühle zu rekonstruieren. An weiteren, frühen experimentalarchäologischen Unternehmungen sind der Guss von 2500 archäologischen Bronzeobjekten durch das Römisch-Germanische Zentralmuseum in Mainz bis 1861 sowie die Verarbeitung von norischem Eisen mithilfe einer Ofenreplik des Österreichers Graf Gundakar von Wurmbrand-Stuppach aus dem Jahre 1867 zu nennen.
Die zu Beginn des 20. Jahrhunderts durchgeführten Versuche mit mittelalterlichen Langbogenrepliken und Nachbauten antiker griechischer Brennöfen lassen sich ansatzlos in den Reigen jener Experimente einreihen, die mehr zur Herstellungs- und Funktionsweise antiker Geräte sowie zur Effizienz früher Technologie in Erfahrung bringen sollten. In vielen Fällen spielten die Erzeugung und der Vergleich mit Gebrauchsspuren, wie sie auf den Originalen vorhanden sind, eine gewichtige Rolle. Dies unterstreicht die Bedeutung der Gebrauchsspurenanalyse, die eng mit der Experimentellen Archäologie verbunden ist. Kritisch betrachtet erfüllen die Versuche der Vergangenheit nur in den wenigsten Fällen Kriterien, die an ein archäologisches Experiment im strengeren Sinne anzulegen sind. Projekte, die reges Medienecho erzeugten, trugen dazu bei, die Disziplin in weiten Teilen der Öffentlichkeit bekannt zu machen. Zu nennen sind hier die Reisen von Thor Heyerdahl. Er baute unter anderem ein Floß, die Kon-Tiki, und besegelte damit den Pazifik. Mit den Schilfbooten Ra I und Ra II versuchte er von Afrika nach Amerika zu reisen. Ein weiteres bekanntes Bootsexperiment war die Weltumseglung mit dem Wikingerschiff Saga Siglar, das die Hochseetauglichkeit dieses Schiffstyps bewies. Im Jahr 1985 gab der Münchner Historiker Marcus Junkelmann ein Beispiel, als er mit einigen Begleitern mit rekonstruierten Waffen und Ausrüstungsgegenständen von römischen Legionären eine Überquerung der Alpen wie vor 2000 Jahren bewältigte. Einen ersten umfassenden Überblick über experimentalarchäologische Projekte in Deutschland lieferte die von Mamoun Fansa initiierte Ausstellung Experimentelle Archäologie in Deutschland, die 1990 im Staatlichen Museum für Naturkunde und Vorgeschichte Oldenburg gezeigt wurde und im Anschluss 14 Jahre lang in 30 europäischen Städten gastierte, wo sie von etwa einer halben Million Besuchern wahrgenommen wurde.
In jüngerer Zeit widmeten sich mehrere Fernsehproduktionen der experimentellen Archäologie. 2006 produzierte der Südwestrundfunk die Dokumentarfilmserie Steinzeit – Das Experiment und im Jahr darauf folgte das Schweizer Fernsehen mit Pfahlbauer von Pfyn. Beide Formate widmeten sich dem Leben in der Steinzeit.
Ein bekanntes bauarchäologisches Experiment ist das Erdwerk von Overton Down in Südengland. Dort wurde ein künstlicher Erdwall angelegt, in dem verschiedene Materialien eingegraben sind. Seit der Errichtung 1960 wird beobachtet, wie die Erosion die Gestalt des Walls verändert. In Ausgrabungen wird der Verfall der eingebrachten Stoffe beobachtet. Als Langzeitprojekt soll Overton Down Erkenntnisse über Funderhalt und Erosion erbringen, die in zukünftigen Ausgrabungen angewandt werden sollen. Einen vergleichbaren Ansatz verfolgte ein 1970 von Jens Lüning angelegtes Erdwerk in Form einer vier Meter langen Wall-Graben-Anlage.
Auch die in Großbritannien gelegene Butser Ancient Farm widmet sich Experimenten zu Verwitterungsvorgängen. Relevant sind auch die durchgeführten experimentellen Untersuchungen zur eisenzeitlichen und britisch-römischen Landwirtschaft. In Deutschland sind in diesem Zusammenhang die durch das Institut für Ur- und Frühgeschichte der Universität zu Köln durchgeführten Kölner Experimente zur frühen Landwirtschaft zu nennen.
Zu experimentellen Bauprojekten gehören unter anderem der Bau der Burg Guédelon (seit 1997), der Turmhügelburg Lütjenburg (seit 2003), der karolingischen Klosterstadt Messkirch (Campus Galli, seit 2013) und die verschiedenen „Zeitfenster“ des Geschichtsparks Bärnau-Tachov (seit 2010). Archäologische Experimente spielen auch eine wichtige Rolle bei der wissenschaftlichen Bewertung der Spuren des ur- und frühgeschichtlichen Salzbergbaus in Hallstatt. Ebenfalls eine lange Tradition in der experimentellen Archäologie hat das Pfahlbaumuseum Unteruhldingen, in dem seit 1922 erprobt und geforscht wird, unter anderem mittels verschiedener Hausrekonstruktionsprojekte aus den Seeufersiedlungen Hornstaad und Arbon-Bleiche.
2025 berichteten japanische Forscher in der Fachzeitschrift Science Advances die Ergebnisse einer Fahrt mit einem nicht segelnden Einbaum, der mit Werkzeugen aus dem Jungpaläolithikum hergestellt worden war und die 110 Kilometer breite Meerenge am westlichen Eingang der Ryūkyū-Inseln überquerte, in der eine der stärksten Meeresströmungen der Welt herrscht. Ziel des Experiments war es, nachzuvollziehen, auf welche Weise vor 35.000 bis 30.000 Jahren der südwestliche Bereich Japans von Menschen besiedelt worden war.

## Experimentalarchäologie in der Lehre
Noch 2010 wurde das weitgehende Fehlen der Lehre zu den Methoden der experimentellen Archäologie in der universitären Ausbildung bemängelt. Ausnahmen waren Veranstaltungen der Experimentellen Archäologie an den deutschen Universitäten Tübingen, Berlin und Hamburg sowie Wien in Österreich. Hervorzuheben ist der Studiengang in experimenteller Archäologie an der Universität von Exeter, die dazu Gelände und Labors zur Verfügung stellt.
Orte für praktische Versuche sind unter anderen das Land der Legenden in Dänemark, das Archäologisch-Ökologische Zentrum Albersdorf oder das vom Landkreis Mayen-Koblenz und dem Römisch-Germanischen Zentralmuseum getragene Labor für Experimentelle Archäologie in Mayen, wo Studierende auch aufwändige Experimente durchführen und praktische Erfahrungen sammeln können. Seit 2013 werden auch im Archäologiepark Römische Villa Borg regelmäßig experimentalarchäologische Projekte insbesondere zur römischen Glasofentechnik und zur Gefäßglasherstellung durchgeführt, die in universitäre Lehrveranstaltungen integriert sind.
Eine Sonderstellung nimmt das Urgeschichtemuseum Mamuz, Schloss Asparn an der Zaya, ein, das auf dem Freigelände seit 1982 jährlich zusammen mit dem Institut für Urgeschichte und Historische Archäologie der Universität Wien Lehrveranstaltungen zur Experimentellen Archäologie anbietet.

## Experimentelle Archäologie und Museumspädagogik

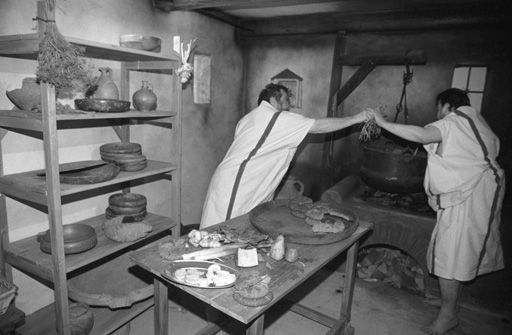
Ausstellung „Römische Küchen und Tischkultur“, Archäologische Staatssammlung. Archäologen kochen nach alten römischen Rezepten (1998)

Die Durchführung echter archäologischer Experimente im Rahmen des museumspädagogischen Alltags zählt noch zu den Seltenheiten. Offensichtlich erscheinen die handlungsorientierte Gewinnung und Auswertung von relevanten Daten noch zu unattraktiv bzw. zu komplex. Doch gerade der spielerische Umgang mit den Bausteinen eines Experimentes könnte, ebenso wie die Vermittlung einer authentischen Ausgrabung, wesentlich zum Verständnis der Methode beitragen. Museumspädagogisch sind bisweilen eher „archäotechnische“ Ansätze im Einsatz, die im Idealfall auf Ergebnissen der Experimentellen bzw. Rekonstruierenden Archäologie basieren. Museumspädagogische Aktionen besitzen in der Regel keine Fragestellungen und werden nicht dokumentiert. Sie dienen eher dem Nachempfinden und Vermitteln und setzen sich damit von den selten öffentlich durchgeführten archäologischen Experimenten ab. Die Experimentelle Archäologie ist keine Museumspädagogik, sie dient nicht der Vermittlung, sondern dem Erkenntnisgewinn für die Forschung.
Für eine museumspädagogische Aktion sei hier ein Beispiel aus dem Römermuseum Haltern angeführt, wo das Marschgepäck eines Legionärs geschultert werden kann, einer Erfahrung, die Respekt vor den Marschleistungen römischer Legionäre aufkommen lässt. Wie intensiv archäologische Experimente allerdings den museumspädagogischen Alltag zu prägen imstande sind, zeigen die Versuche von U. Stodiek mit rekonstruierten jungpaläolithischen Speerschleudern, die heute fester Bestandteil vieler museumspädagogischer Angebote und Workshops sind. Beim Eisenzeithaus Darpvenne kann das Leben in der vorrömischen Eisenzeit nachempfunden werden. So können gebuchte Besuchergruppen aller Altersstufen Handwerke wie Schmieden, Töpfern, Filzen und eisenzeitliches Kochen erlernen oder auch sich im Bogenschießen versuchen.

## Experimentelle Archäologie und Hobbyismus

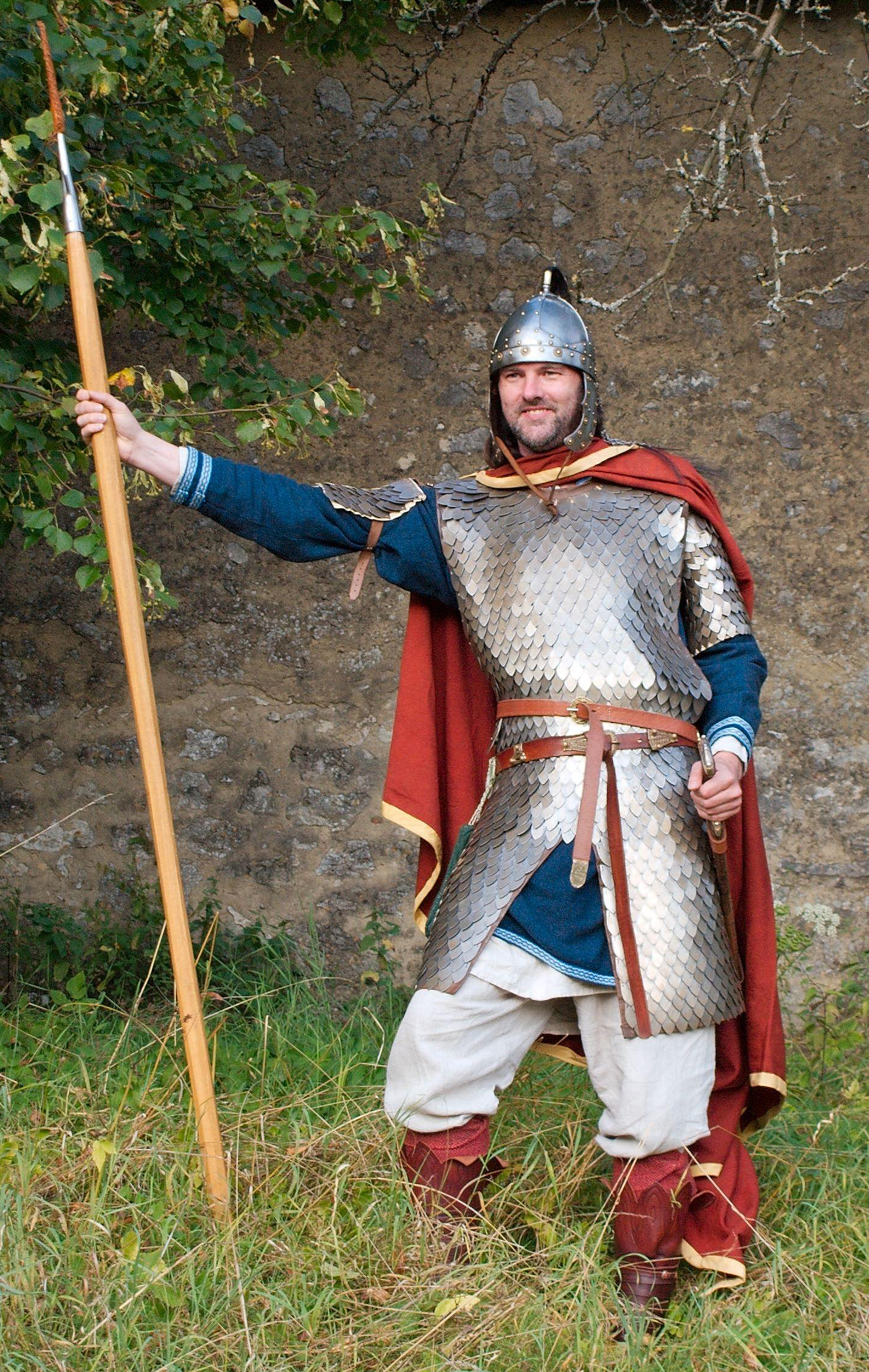
Rekonstruktionsversuch eines karolingischen Schuppenpanzers (8.–9. Jahrhundert) (2009)

Da sich seit einigen Jahren auch immer mehr interessierte Laien mit hohem wissenschaftlichen Anspruch intensiv damit beschäftigen, kann man die experimentelle Archäologie im weiteren Sinne auch als Teil der Living-History- oder Reenactment-Szene ansehen. Neben den oftmals langjährigen Erfahrungen, die diese Personen beitragen können, sind sie zudem meistens ehrenamtlich und kostenlos tätig und können daher auch in dieser Hinsicht für die Wissenschaft sehr wertvoll sein.

## Verbände und Wissenschaftler
Wichtige Forschungseinrichtungen und Verbände mit dem Schwerpunkt der Experimentellen Archäologie im deutschsprachigen Raum sind unter anderen:
- EXAR e. V. – In der Europäischen Vereinigung zur Förderung der Experimentellen Archäologie e. V. (EXAR) haben sich zahlreiche Arbeitsgruppen, Museen sowie Archäologen, Restauratoren und Laienforscher zusammengeschlossen. Die Vereinigung bietet mit ihren jährlich stattfindenden und öffentlichen Tagungen sowie mit ihrer Vereinszeitschrift „Experimentelle Archäologie in Europa“ eine nicht nur für den deutschsprachigen Bereich wichtige Plattform, sich über neueste Ergebnisse der Experimentellen Archäologie auszutauschen.[25]
- EXARC – Eine internationale Vereinigung von Freilichtmuseen und Experimentalarchäologen. Der Verein hat mehr als 120 Mitglieder aus rund 25 Ländern und ist Mitglied des International Council of Museums (ICOM). Über die eigenen Arbeiten und aktuelle Entwicklungen innerhalb der experimentellen Archäologie informiert die Vereinigung in ihrer jährlich erscheinenden Zeitschrift „EXARC Journal Digest“ sowie in der Online-Zeitschrift „EXARC Journal“.[26]
- EAS – Die Experimentelle Archäologie Schweiz (EAS) ist ein 1998 als AEAS gegründeter Verein zur Förderung der experimentellen Archäologie. Seine Mitglieder führen u. a. archäologische Experimente und Versuche durch, stellen Rekonstruktionen und Repliken her oder vermitteln handwerkliche Techniken.[27]
- AK EA ÖGUF – Arbeitskreis Experimentelle Archäologie der Österreichischen Gesellschaft für Ur- und Frühgeschichte (ÖGUF).[28]
- VIAS – Vienna Institute for Archaeological Science. Experimental Archaeology an der Universität Wien.[29]

Bekannte Wissenschaftler, die sich mit der experimentellen Archäologie befassen, sind unter anderem:
- Clemens Eibner
- Mamoun Fansa
- Wulf Hein
- Marcus Junkelmann
- Daniela Kern
- Harm Paulsen
- Pavel Pavel
- Anne Reichert

## Zeitschriften
- Experimentelle Archäologie in Deutschland. Isensee, Oldenburg 1990, ISBN 3-920557-88-3.
- Experimentelle Archäologie in Deutschland. Bilanz 1991–2001. Oldenburg.
- Experimentelle Archäologie in Europa. Bilanz 2002–2011. Oldenburg.
- Experimentelle Archäologie in Europa. Bilanz 2012– . Unteruhldingen.
- Experimentelle Archäologie in Europa. Sonderband 1. Oldenburg 2005, ISBN 3-89995-266-9.